# Dennis Ferrer
Dennis Ferrer est un musicien américain de house music né en 1970. Au cours de sa carrière, entamée au milieu des années 1990, il collabore avec des musiciens de la scène deep house tels que Jerome Sydenham, Kerri Chandler ou encore les Masters at Work. Il est aussi producteur depuis la création du label Sfere Records en collaboration avec Kerri Chandler en 1998 et de sa propre structure, Objektivity, en 2006.

## Biographie
Dennis Ferrer naît à New York, dans le Bronx, en 1970. Il commence sa carrière musicale en compagnie de Damon Wild au milieu des années 1990, formant avec ce dernier un duo techno nommé Morph. Cependant, il n'obtient une véritable reconnaissance qu'à partir de 2003, lorsqu'il sort le titre Sandcastles en collaboration avec Jerome Sydenham. Ce morceau est un hit underground, et est d'ailleurs salué par les médias spécialisés, tels Resident Advisor qui le fait figurer en 46e place des meilleurs morceaux de la décennie 2000.

## Discographie

### Albums solo
- The World As I See It (King Street Sounds, 2007)
- My World As They Remixed It  (King Street Sounds, 2008)

### Maxis
- 1998 :
  - Greg Smith & Dennis Ferrer - I Need Your Love (Hot 'N' Spycy)
- 2000 :
  - Dennis Ferrer Presents Anthony Flanagan - Wonderful People (Metaphor)
  - Soul Collectives Volume 1 (Large Records)
- 2001 :
  - Soul Collectives Vol. 2 (...Going Back To My Rootz) (Large Records)
  - Funu (Basic Recordings)
  - Dennis Ferrer Presents Jennifer Renee Morrison - Sunshine (Madhouse Records)
  - Ghetto Discotek Building (Madhouse Records)
- 2002 :
  - Reach 4 Freedom (Nite Grooves)
  - Soul Collectives Vol. 3 (Large Records)
- 2003 :
  - It's A Beautiful Life (Sfere)
  - Jerome Sydenham & Dennis Ferrer – Sandcastles (Ibadan Records)
- 2004 :
  - Hit It Off / Jero (Defected)
  - Dennis Ferrer / Jesse Outlaw - Orixas / Self Satisfaction (Gotsoul Records)
  - Dennis Ferrer / Kerri « Kaoz 6:23 » Chandler - Viva Afrika / A Demo By 6:23 (UK Promotions)
- 2005 :
  - Dennis Ferrer & Kenny Bobien - Grateful (Sfere)
  - Marlon D. vs. Dennis Ferrer - The Breeze (CityDeep Music)
  - Son Of Raw (Ibadan)
  - Dennis Ferrer / Harry « Choo Choo » Romero - Dem People Go / Mongobonix (Nite Grooves)
- 2006 :
  - Ferrer & Karizma Ltd - The Cube (Objektivity)
  - Transitions / Destination (King Street Sounds)
  - Underground Is My Home (King Street Sounds)
  - Change The World (King Street Sounds)
- 2007 :
  - Ibadan Revisited 1 - Son Of Raw (Loco Dice Remixes) (Objektivity)
  - Dennis Ferrer & Mia Tuttavilla - Touched The Sky (King Street Sounds)
  - Dennis Ferrer & Malena Perez - I Can't Go Under (Objektivity
  - Remix E.P.  (D:vision Records)
  - P 2 DA J (Tiger Stripes Remix) (King Street Sounds)
  - Dennis Ferrer EP (D:vision Records)
- 2008 :
  - Dennis Ferrer & K.T. Brooks - Run Free (King Street Sounds)
  - Transitions / Change The World / How Do I Let Go (Remixes) (King Street Sounds)
  - Dennis Ferrer & K.T. Brooks - How Do I Let Go (King Street Sounds)
- 2009 :
  - Hey Hey (Objektivity)
- 2010 :
  - The Red Room (Objektivity)
- 2011 :
  - Dennis Ferrer & Bola Belo - Dem People (Fred Everything & Olivier Desmet Unreleased Remix) (Ldz)
  - Ferrer & Hommen - No Difference (Objektivity)